# Pernilla Wiberg
Pernilla Christina Wiberg (Norrköping, 15 ottobre 1970) è una dirigente sportiva ed ex sciatrice alpina svedese.
Sciatrice polivalente, è stata l'atleta di punta della nazionale svedese negli anni 1990; nel suo palmarès vanta, tra l'altro, due ori olimpici, quattro ori iridati, una Coppa del Mondo generale e una di specialità. È stata portabandiera della Svezia durante la cerimonia di apertura dei XVII Giochi olimpici invernali di Lillehammer 1994 ed è una dei pochi atleti ad avere vinto almeno una gara di Coppa del Mondo in ognuna delle specialità dello sci alpino.

## Biografia

### Carriera sciistica

#### Stagioni 1987-1993
La Wiberg esordì in campo internazionale in occasione dei Mondiali juniores di Hemsedal/Sälen 1987; in Coppa del Mondo ottenne il primo piazzamento di rilievo il 13 marzo 1990 a Vemdalen in slalom speciale (5ª) e il primo podio il 18 marzo seguente a Åre nella medesima specialità (3ª). Sempre in slalom speciale colse anche la prima vittoria nel circuito, il 7 gennaio 1991 a Bad Kleinkirchheim; ai successivi Mondiali di Saalbach-Hinterglemm 1991, suo debutto iridato, vinse la medaglia d'oro nello slalom gigante e si classificò 6ª nello slalom speciale. Quell'anno, dopo aver conseguito cinque podi (tre le vittorie), chiuse la stagione di Coppa del Mondo al 7º posto nella classifica generale, al 3º in quella di slalom gigante e al 2º in quella di slalom speciale (a 4 punti dalla vincitrice Petra Kronberger).
Esordì ai Giochi olimpici invernali ad Albertville 1992, dove vinse la medaglia d'oro nello slalom gigante, si piazzò 12ª nel supergigante e non completò lo slalom speciale. Nella stessa stagione in Coppa del Mondo ottenne nuovamente cinque podi (una vittoria), fu 5ª nella classifica generale e ancora 2ª in quella di slalom speciale (a 66 punti da Vreni Schneider). La successiva stagione 1992-1993 fu segnata da un grave infortunio (rottura di un legamento del ginocchio) patito all'inizio di gennaio, che le impedì di partecipare ai Mondiali di Morioka e di completare l'annata di Coppa del Mondo, nella quale aveva comunque già ottenuto due podi con una vittoria.

#### Stagioni 1994-1996
Ai XVII Giochi olimpici invernali di Albertville 1992, dopo esser stata portabandiera della Svezia durante la cerimonia di apertura, vinse la medaglia d'oro nella combinata e si classificò 9ª nella discesa libera e 4ª sia nel supergigante, sia nello slalom speciale; non terminò invece lo slalom gigante. In quella stagione in Coppa del Mondo conquistò dodici podi (quattro le vittorie) e vinse la classifica di combinata; fu invece 2ª sia nella classifica generale sia in quella di slalom speciale, superata in entrambe da Vreni Schneider rispettivamente di 313 e di 200 punti.
Anche nella successiva stagione 1994-1995 si aggiudicò la classifica di combinata e fu 2ª in quella di slalom speciale (superata ancora dalla Schneider, di 205 punti); i suoi podi furono quattro (due le vittorie) e nella classifica generale chiuse al 6º posto. Nella stagione 1995-1996 in Coppa del Mondo la Wiberg, dopo esser salita sei volte sul podio (due le vittorie), fu 8ª nella classifica generale e 3ª in quella di slalom speciale; ai Mondiali della Sierra Nevada la sciatrice di Norrköping riuscì ad aggiudicarsi due medaglie d'oro, nello slalom speciale e nella combinata, e si classificò 21ª nella discesa libera, 9ª nel supergigante e 18ª nello slalom gigante.

#### Stagioni 1997-1998

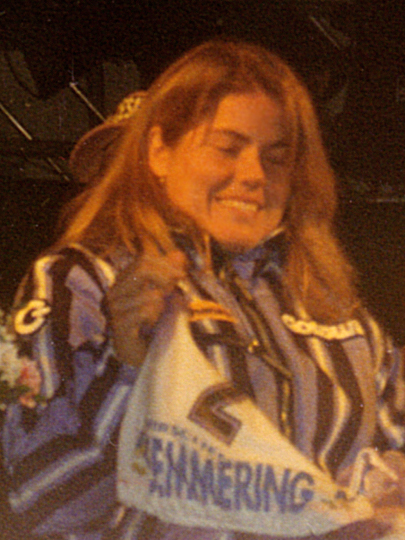
Pernilla Wiberg a Semmering il 29 dicembre 1996

Nella stagione 1996-1997 la Wiberg dominò la Coppa del Mondo: vinse nove gare, salì diciotto volte sul podio e si aggiudicò le due coppe di cristallo della sua carriera, nella classifica generale (con 536 punti di vantaggio sulla seconda classificata, Katja Seizinger) e in quella di slalom speciale (con 352 punti in più della seconda, Claudia Riegler), e s'impose anche in quella della combinata. Inoltre vincendo la discesa libera del 12 marzo a Vail entrò nel ristretto novero degli sciatori capaci di vincere almeno una gara di Coppa del Mondo in ognuna delle specialità dello sci alpino. Ai Mondiali di Sestriere di quell'anno incrementò poi il suo palmarès con la medaglia di bronzo nella discesa libera; si classificò inoltre 7ª nel supergigante, 6ª nello slalom gigante e non completò la seconda manche dello slalom speciale.
All'inizio della stagione 1997-1998 a Sölden la sciatrice si ruppe nuovamente i legamenti del ginocchio destro; la sua partecipazione alla Coppa del Mondo fu così limitata alle gare disputate tra metà dicembre e fine gennaio, durante le quali non ottenne alcun piazzamento a podio (in classifica generale risultò 35ª). Prese comunque parte ai XVIII Giochi olimpici invernali di Lillehammer 1994, dove vinse la medaglia d'argento nella discesa libera, si classificò 14ª nel supergigante, 11ª nello slalom gigante e non terminò lo slalom speciale e la combinata.

#### Stagioni 1999-2002
La stagione 1998-1999 fu l'ultima che vide la Wiberg competere ai massimi livelli dello sci alpino. In Coppa del Mondo salì sul podio in cinque occasioni, con una vittoria, e chiuse l'annata al 5º posto nella classifica generale e al 2º in quella di slalom speciale (nella quale fu superata da Sabine Egger di 10 punti). Ai Mondiali di Vail/Beaver Creek vinse invece le sue ultime medaglie iridate, l'oro nella combinata e l'argento nello slalom speciale, e si piazzò 18ª nella discesa libera, 9ª nel supergigante e 4ª nello slalom speciale.
Il 18 dicembre 1999 ottenne a Sankt Moritz in discesa libera la sua ultima vittoria in Coppa del Mondo, mentre nella stagione successiva partecipò ai suoi ultimi Mondiali, Sankt Anton am Arlberg 2011 (18ª nella discesa libera, 7ª nel supergigante). Si congedò dalle competizioni al termine della stagione 2001-2002, durante la quale salì per l'ultima volta sul podio in Coppa del Mondo (2ª nella discesa libera di Saalbach-Hinterglemm dell'11 gennaio) e disputò le sue ultime Olimpiadi, Salt Lake City 2002 (14ª nella discesa libera, 12ª nel supergigante). Quelle gare olimpiche rappresentarono il congedo dal Circo bianco della Wiberg, che si ritirò definitivamente in occasione di uno slalom speciale valido come gara FIS disputato a Lindvallen il 13 aprile seguente.

### Carriera dirigenziale
Fu presidente della commissione atleti della Federazione Internazionale Sci dal 1998 al 2002, l'anno del suo ritiro, quando fu eletta al Comitato Olimpico Internazionale; il suo mandato scadde nel 2010. In seguito ha lavorato per il comitato promotore della candidatura di Annecy per la selezione della città organizzatrice dei XXIII Giochi olimpici invernali, poi assegnati a Pyeongchang, e ha fatto parte del gruppo di lavoro della FIS per la ricerca sui materiali e sulla sicurezza.

## Palmarès

### Olimpiadi
- 3 medaglie:
  - 2 ori (slalom gigante ad Albertville 1992; combinata a Lillehammer 1994)
  - 1 argento (discesa libera a Nagano 1998)

### Mondiali
- 6 medaglie:
  - 4 ori (slalom gigante a Saalbach-Hinterglemm 1991; slalom speciale, combinata a Sierra Nevada 1996; combinata a Vail/Beaver Creek 1999)
  - 1 argento (slalom speciale a Vail/Beaver Creek 1999)
  - 1 bronzo (discesa libera a Sestriere 1997)

### Coppa del Mondo
- Vincitrice della Coppa del Mondo nel 1997
- Vincitrice della Coppa del Mondo di slalom speciale nel 1997
- Vincitrice della classifica di combinata nel 1994, nel 1995 e nel 1997
- 61 podi:
  - 24 vittorie
  - 23 secondi posti
  - 14 terzi posti

#### Coppa del Mondo - vittorie
| Data             | Località           | Paese       | Specialità |
| ---------------- | ------------------ | ----------- | ---------- |
| 7 gennaio 1991   | Bad Kleinkirchheim | Austria     | SL         |
| 10 marzo 1991    | Lake Louise        | Canada      | GS         |
| 20 marzo 1991    | Waterville Valley  | Stati Uniti | SL         |
| 28 febbraio 1992 | Narvik             | Norvegia    | GS         |
| 6 dicembre 1992  | Steamboat Springs  | Stati Uniti | SL         |
| 12 dicembre 1993 | Veysonnaz          | Svizzera    | SL         |
| 6 gennaio 1994   | Morzine            | Francia     | SL         |
| 17 gennaio 1994  | Cortina d'Ampezzo  | Italia      | SG         |
| 5 febbraio 1994  | Sierra Nevada      | Spagna      | KB         |
| 12 marzo 1995    | Lenzerheide        | Svizzera    | SL         |
| 12 marzo 1995    | Lenzerheide        | Svizzera    | KB         |
| 22 dicembre 1995 | Veysonnaz          | Svizzera    | SL         |
| 29 dicembre 1995 | Semmering          | Austria     | SL         |
| 1º dicembre 1996 | Lake Louise        | Canada      | SG         |
| 28 dicembre 1996 | Semmering          | Austria     | SL         |
| 4 gennaio 1997   | Maribor            | Slovenia    | SL         |
| 12 gennaio 1997  | Bad Kleinkirchheim | Austria     | SG         |
| 19 gennaio 1997  | Zwiesel            | Germania    | SL         |
| 2 febbraio 1997  | Laax               | Svizzera    | KB         |
| 7 marzo 1997     | Mammoth Mountain   | Stati Uniti | SL         |
| 12 marzo 1997    | Vail               | Stati Uniti | DH         |
| 16 marzo 1997    | Vail               | Stati Uniti | SL         |
| 3 gennaio 1999   | Maribor            | Slovenia    | SL         |
| 18 dicembre 1999 | Sankt Moritz       | Svizzera    | DH         |

Legenda:

DH = discesa libera

SG = supergigante

GS = slalom gigante

SL = slalom speciale

KB = combinata

### Campionati svedesi
- 9 ori (slalom speciale nel 1990; slalom gigante, slalom speciale nel 1991; discesa libera, supergigante, slalom speciale nel 1992; slalom speciale nel 1996; slalom gigante, slalom speciale nel 1997)[5]

## Statistiche

### Podi in Coppa del Mondo
| Stagione/Specialità | Discesa libera | Discesa libera | Discesa libera | Supergigante | Supergigante | Supergigante | Slalom gigante | Slalom gigante | Slalom gigante | Slalom speciale | Slalom speciale | Slalom speciale | Combinata | Combinata | Combinata | Podi totali |
| ------------------- | -------------- | -------------- | -------------- | ------------ | ------------ | ------------ | -------------- | -------------- | -------------- | --------------- | --------------- | --------------- | --------- | --------- | --------- | ----------- |
| Stagione/Specialità | 1º             | 2º             | 3º             | 1º           | 2º           | 3º           | 1º             | 2º             | 3º             | 1º              | 2º              | 3º              | 1º        | 2º        | 3º        | Podi totali |
| 1990                |                |                |                |              |              |              |                |                |                |                 |                 | 1               |           |           |           | 1           |
| 1991                |                |                |                |              |              |              | 1              |                | 1              | 2               | 1               |                 |           |           |           | 5           |
| 1992                |                |                |                |              |              |              | 1              |                |                |                 | 3               | 1               |           |           |           | 5           |
| 1993                |                |                |                |              |              |              |                |                |                | 1               | 1               |                 |           |           |           | 2           |
| 1994                |                | 1              |                | 1            |              |              |                |                | 2              | 2               | 4               |                 | 1         | 1         |           | 12          |
| 1995                |                |                |                |              |              |              |                |                |                | 1               | 2               |                 | 1         |           |           | 4           |
| 1996                |                | 1              |                |              |              |              |                |                |                | 2               | 1               | 2               |           |           |           | 6           |
| 1997                | 1              | 1              | 1              | 2            | 2            | 1            |                |                | 1              | 5               | 2               | 1               | 1         |           |           | 18          |
| 1998                |                |                |                |              |              |              |                |                |                |                 |                 |                 |           |           |           | 0           |
| 1999                |                | 1              |                |              | 1            |              |                |                |                | 1               |                 | 2               |           |           |           | 5           |
| 2000                | 1              |                |                |              |              | 1            |                |                |                |                 |                 |                 |           |           |           | 2           |
| 2001                |                |                |                |              |              |              |                |                |                |                 |                 |                 |           |           |           | 0           |
| 2002                |                | 1              |                |              |              |              |                |                |                |                 |                 |                 |           |           |           | 1           |
| Totale              | 2              | 5              | 1              | 3            | 3            | 2            | 2              | 0              | 4              | 14              | 14              | 7               | 3         | 1         | 0         | 61          |
| Totale              | 8              | 8              | 8              | 8            | 8            | 8            | 6              | 6              | 6              | 35              | 35              | 35              | 4         | 4         | 4         | 61          |

## Riconoscimenti
Nel 1991 ricevette la Medaglia d'oro dello Svenska Dagbladet, il premio assegnato dal quotidiano Svenska Dagbladet al miglior sportivo svedese dell'anno. Lo stesso anno si aggiudicò anche il premio Jerringpriset, attribuito dalla sezione sportiva della Sveriges Radio AB (canale radiofonico pubblico svedese). La sciatrice ottenne la stessa onorificenza anche l'anno seguente.